# Мигунов, Алексей Андреевич
Алексей Андреевич Мигунов  (1919 - 2005) —  советский литературный критик, литературовед. 
Кандидат филологических наук, проректор Литературного института имени А. М. Горького (1958—1965), член Союза писателей России.

## Биография
Окончил филологический факультет МГУ имени М. В. Ломоносова. Написал более сотни работ, основные из них: «Традиции и новаторство в русской - советской литературе» (1982), «Источник радости и вдохновения. Литературно-критические статьи» (1963), «Поющее сердце», «Судьба поэта», «Богатство и многообразие русской советской поэзии периода Великой Отечественной войны».